# エアレール・リンク

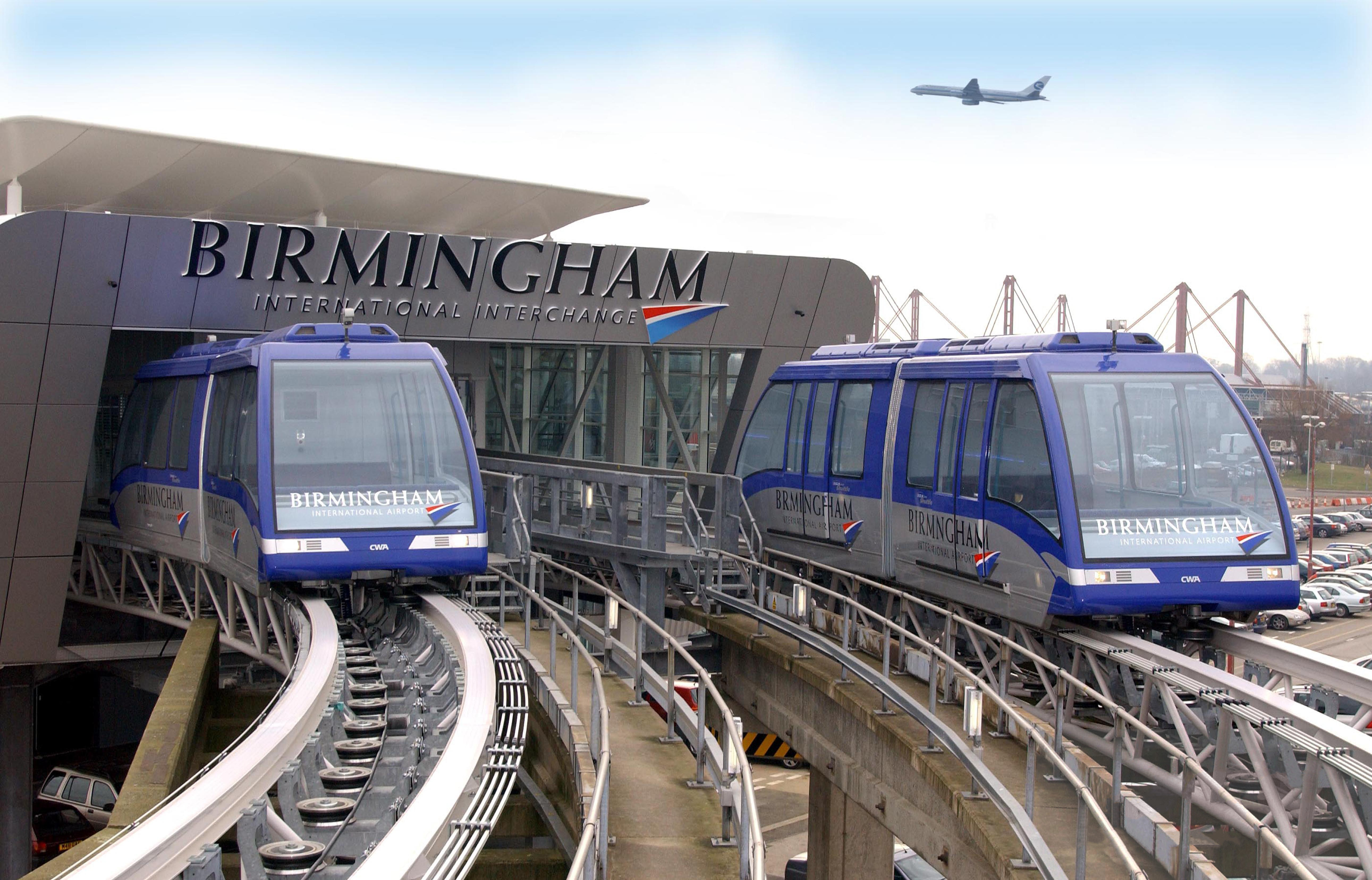
ケーブル駆動式People moverのペアでバーミンガム空港および空港駅に連絡するエアレール・リンク。

エアレール・リンク（英: AirRail Link）は、イギリスにあるバーミンガム国際駅およびナショナル・エキシビション・センター (NEC) とバーミンガム空港を結ぶPeople moverである。
現在のシステムは、当初はスカイレール（英: SkyRail）として知られており、2003年に以前のバーミンガム磁気浮上式鉄道（英: Birmingham Maglev）システムを置き換えたものである。

## 概要
バーミンガム磁気浮上式鉄道は、1984年に開業した世界で最初の商用磁気浮上式鉄道の輸送システムであった。
当システムは完全に自動化された、コンクリート製ガイドウェイ高架を使用しており、それらの多くは現在のエアレール・リンク・システムに再生利用されている。
現在のシステムは、高い階の駅コンコースから2車線の車道を越えてターミナル・ビルへ向かう旅客を乗せるための完全な自動化ケーブル牽引システムである。
当システムの延長は585m (1,919ft)であり、無料で利用可能、かつ年間300万人の旅客を取り扱っている。
日中は、列車は各進路で数分ごとに走行している。
オフピーク時間では、列車は要求に応じて運行されており、かつこれを容易にするために、利用する旅客者が「DEMAND」ラベルが付いたボタンを押す必要がある。

## 磁気浮上式鉄道

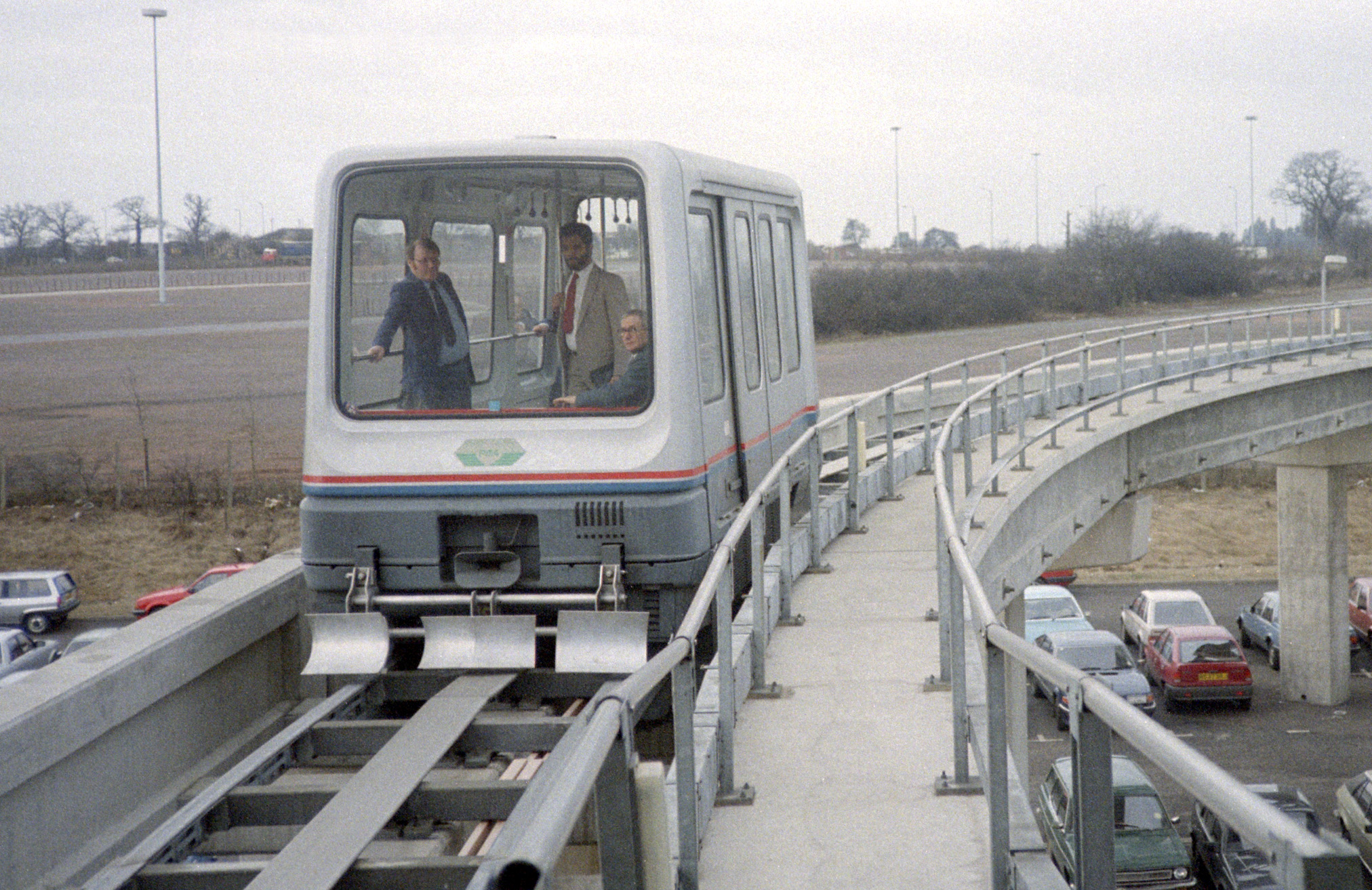
バーミンガム国際磁気浮上式鉄道シャトル。

空港から駅およびエキシビション・センターへの接続のための最初の事前調査は、ウェスト・ミッドランズ州議会、その時の空港の所有者によって、1979年に開始された。
選択された解決方法は、ダービーのイギリス国鉄研究部門の研究所にて、イギリス政府より委託された実験研究に基づいている。
John Laing plcと一緒に、「ピープル・ムーバー・グループ」の名の下で、GEC、バルフォー・ビーティ、ブラッシュ・エレクトリカル・マシーンズおよびメトロポリタン・キャメルを含むコンソーシアムへ、1981年に契約が与えられた。
車両は、バーミンガムにあるウォッシュウッド・ヒース工場にて、メトロキャメルによって製造された。
当システムは、1984年8月16日に開業した。
建設されたように、トラックの長さは600m (2,000ft)であり、かつ列車は15mm (0.59in)の高さで「飛び交っていた」。
当路線は約11年間問題なく運行されたが、電子システムに関する陳腐化問題および予備部品の不足は、晩年には信頼できない状態であった。
当システムは、高すぎる磁気浮上式鉄道の復活および維持するための費用についての最終調査報告により、1995年7月に閉鎖された。
当初、磁気浮上式鉄道のための車両は、空港敷地内に空港の所有者、バーミンガム国際駅空港社によって保存された。
閉鎖後は、オリジナルのガイドウェイは休止中の状態にあり、適切な代替手段の開発が見つかるまで、一時的にシャトル・バス・サービスが運行された。
ガイドウェイは、交替ケーブル牽引のスカイレール・ピープル・ムーバーが開業したとき、2003年に再利用された。
磁気浮上式鉄道車両の1両は、当システムのモデルだけでなく、ヨークにあるイギリス国立鉄道博物館で見つけることができる。
もう一つの車両は、当システムの閉鎖以来、空港で使用されていない状態だった後に、2010年後半にeBayのオークションで売りに出されていた。
No. 2の車両は、2つの慈善団体に収益を送るために、25,100ポンド (£) で売られた。

## 置換

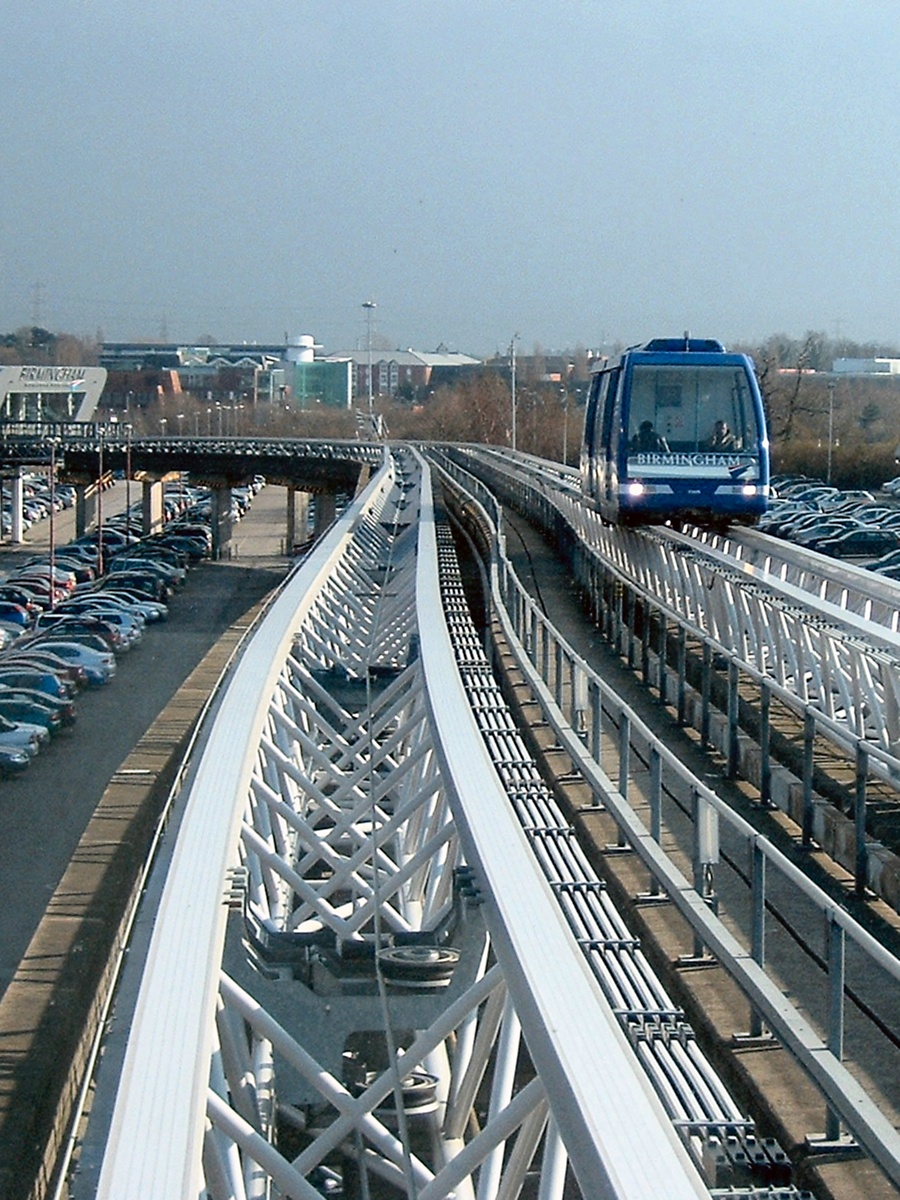
新システムは、既存の1980年代のコンクリート製磁気浮上式鉄道ガイドウェイ構造の上部に導入された。

置換プロジェクトは2001年3月30日に開始され、かつ公共運行の初日となる2003年3月7日に完了した。
当プロジェクト契約の費用は、1,100万ポンド (£) であった。
現在のエアレール・リンクは、ケーブル推進式ダブル・シャトル・システムである。
以前の磁気浮上式鉄道ガイドウェイの上部に造られており、低い階のバスステーションに対応するために駅コンコースの拡張によって、わずかに短縮されている。
ドッペルマイヤー・ケーブル・カー (DCC) からケーブル・ライナー技術を使用しており、そして2つの独立したロープ牽引式平行トラックを持ち、かつ各トラックで2両編成の旅客車両を運行している。
バーミンガム空港リンクは、DCCの最初の空港システムで、1995年以降運行していた一時的なバスサービスを置き換えた。
新システムは、空港に移動する旅客が自宅に彼らの車を置き、公共交通機関を利用する動機を与えた。
延長585m (1,921ft)のエアレール・リンクは、90秒で公共交通機関の乗継駅から空港の搭乗手続きまで旅行者を乗せている。
エアレール・リンクは、各2両編成の列車が2編成からなる、2つの駅のダブル・トラック・シャトルであり、36km/h (22mph)の速度で独立して運行している。
列車は、各駅での30秒の滞留時間および90秒の移動時間からなる、120秒の最小限の運転間隔で運行している。
各車両は、1人当たり0.33m2 (3.6ft2)で27人の旅客を乗せることができ、よって1列車につき54人の旅客定員に寄与している。